# Acropyga quadriceps
Acropyga quadriceps är en myrart som beskrevs av Weber 1944. Acropyga quadriceps ingår i släktet Acropyga och familjen myror. Inga underarter finns listade i Catalogue of Life.